# Kenny Hill
Kenneth Wade Hill (West Palm Beach, 20 dicembre 1994) è un giocatore di football americano statunitense che gioca nel ruolo di quarterback per i Texas A&M Aggies della Texas A&M University. Nella prima gara con gli Aggies ha stabilito il nuovo record dell'università in yard passate in una singola partita, con 511 yard..

## Primi anni
Hill frequentò la Carroll High School a Southlake, Texas. Da Senior è stato nominato Gatorade Football Player of the Year per aver realizzato 2 291 yd su passaggio con 20 touchdown e 22 touchdown su corsa.

## Vita privata
Il padre, Ken Hill, giocò come pitcher nella MLB tra il 1988 e il 2001.